# محمودی (بندزرک)
محمودی، روستایی در دهستان کرگان بخش بندزرک شهرستان میناب در استان هرمزگان ایران است.

## جمعیت
بر پایه سرشماری عمومی نفوس و مسکن در سال ۱۳۹۵، جمعیت این روستا برابر با ۲۰۷ نفر (۵۰ خانوار) بوده‌است.